# Баргішов
Баргішов (нім. Bargischow) — громада в Німеччині, розташована в землі Мекленбург-Передня Померанія. Входить до складу району Передня Померанія-Грайфсвальд. Складова частина об'єднання громад Анклам-Ланд.
Площа — 21,70 км2. Населення становить 286 ос. (станом на 31 грудня 2020).

## Галерея

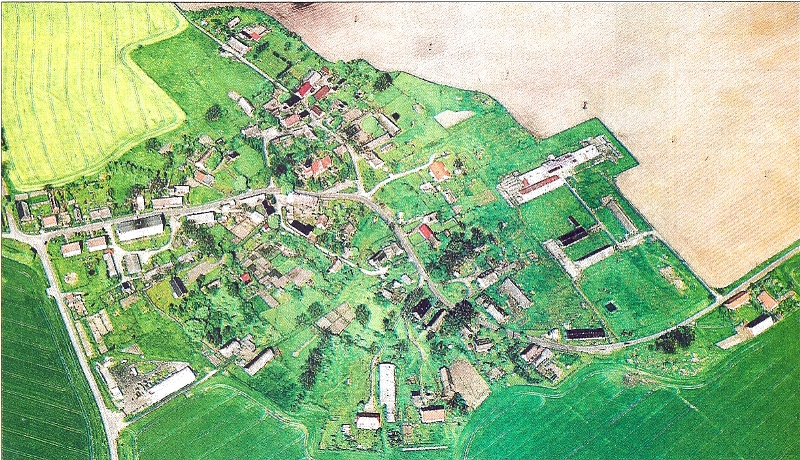
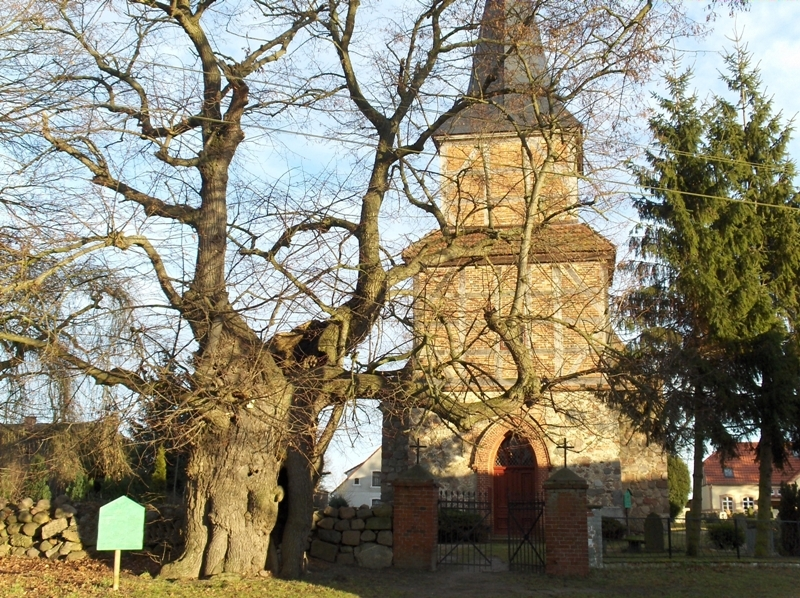
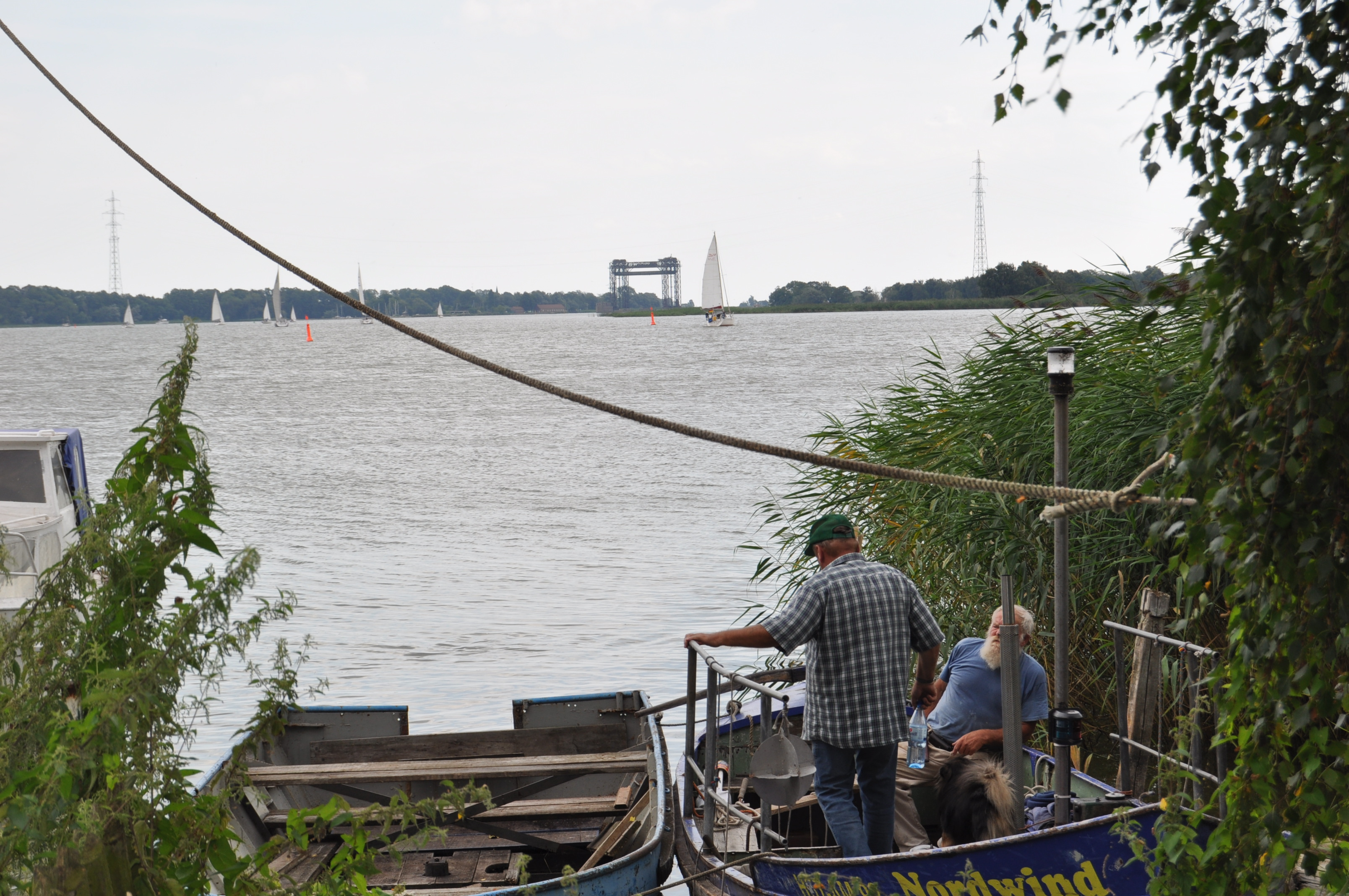
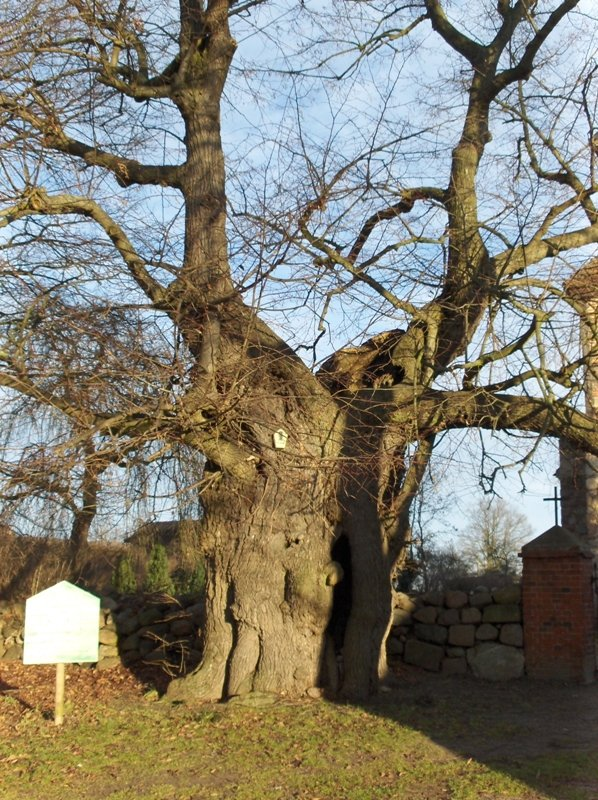